# Gorey (Ierland)
Gorey is een plaats in het Ierse graafschap Wexford. De plaats telt 3.090 inwoners.